# País de Valkenburg

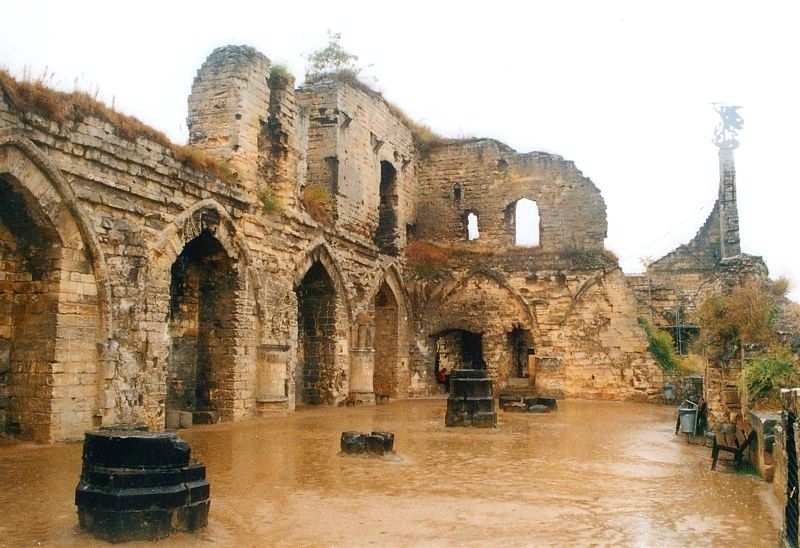
Ruïnes de la sala major del castell de Valkenburg

El País de Valkenburg és un antic comtat. La casa de Valkenburg morí sense progenitura el 1352 i poc després el comtat passà als països enllà del Mosa del ducat de Brabant. El 1400, el duc va vendre les ciutats de Sittard, Born i Munstergeleen al duc de Jülich.
El 1661, el Tractat de partició entre Espanya i la república de les Set Províncies Unides va atorgar tot el territori a la República.

## Geografia
El país de Valkenburg contenia els pobles de Valkenburg, Schin op Geul, Oud-Valkenburg, Strucht, Meerssen, Houthem, Klimmen, Heerlen, Hoensbroek, Nuth, Schinnen, Oirsbeek, Brunssum, Geleen, Beek, Geulle, Bunde, Ulestraten, Itteren, Borgharen i Eijsden, avui tots a la província de Limburg i fins al 1400 les localitats de Sittard, Born i Munstergeleen.